# Scytalopus spillmanni
El churrín de Spillmann o tapaculo de Spillmann (Scytalopus spillmanni), es una especie de ave paseriforme perteneciente al numeroso género Scytalopus de la familia Rhinocryptidae. Es nativo de los Andes del noroeste de América del Sur.

## Distribución y hábitat
Se distribuye por los Andes centrales de Colombia (desde Antioquia) hacia el sur hasta el norte de Ecuador (en el oeste hasta Cotopaxi y noreste de Azuay, en el este hasta la margen occidental del río Paute.
Es bastante común en el sotobosque de selvas montanas húmedas y sus bordes, principalmente entre los 1900 y los 3200 m s. n. m. de altitud.

## Taxonomía
Es monotípica. Ya fue considerada como subespecie de Scytalopus latebricola; forma una superespecie con Scytalopus parkeri.